# Barnuta
Barnuta (* vor 1193; † vor 8. Januar 1241) war ein Fürst von Rügen, Begründer der Herrschaft Gristow und Stammvater der Herren von Gristow.

## Leben
Barnuta war ein Sohn Jaromars I. von Rügen, der 1168 von den Dänen besiegt worden war. Der wahrscheinlich älteste Sohn entstammte möglicherweise keiner standesgemäßen oder ehelichen Verbindung Jaromars oder wurde bereits vor dem Übertritt seines Vaters zum Christentum geboren.
Er wurde 1193 erstmals in einer Urkunde seines Vaters zusammen mit seinem Bruder Wizlaw erwähnt. Um 1200 wurde er mit großen Ländereien im Bereich zwischen Ryck und Strelasund, insbesondere der Terra Gristow und der Insel Koos belehnt. Er sicherte diese Gebiete mit den wichtigen Fährstellen Niederhof und Stahlbrode gegenüber den Ansprüchen der pommerschen Herzöge. 1207 waren Barnuta und sein Bruder Zwentopolk Zeugen bei der Verleihung mehrerer Dörfer an das Kloster Eldena. Die Schenkung weiterer Ländereien an das Kloster bezeugte er 1209 zusammen mit Wizlaw. Nach dem Tode seines Vaters († 1217 oder 1218) wurde er durch den dänischen König Waldemar II. mit dem Fürstentum Rügen belehnt. Im November 1221 bestätigte er als „filius domini Jaromari, principis Ruyanorum“ dem Kloster Eldena die von seinem Vater übereigneten Güter. Noch im selben Monat trat er aus ungeklärten Gründen zurück und überließ die Herrschaft über das Fürstentum Rügen seinem jüngeren Bruder Wizlaw I., der bereits am 24. November 1221 in einer Urkunde als „Wisieszlauus Rujanorum princeps“ bezeichnet wurde. Es wird vermutet, dass er wegen seiner Herkunft aus einer unchristlichen Polygamischen Verbindung verzichtete. Bis 1237 wurde Barnuta noch als Zeuge bei der Beurkundung von Regierungsakten aufgeführt.
Seinen Hauptsitz hatte er wahrscheinlich in einer jungslawischen Niederungsburg namens Gardist oder Garchen, südlich von Kirchdorf gelegen. Dort urkundete sein Vater Jaromar I. bereits 1207 und später sein Bruder Wizlaw I., der 1241 dort das Testament seines verstorbenen Bruders Barnuta bestätigte. Nach dem Tod Barnutas wurde die Burg wahrscheinlich nicht mehr genutzt, der Sitz des Geschlechtes wurde nach Gristow verlegt. Gristow wurde aber erst 1249 erstmals urkundlich erwähnt.
Mit seiner Frau Slavomira, nach dem Chronisten Kantzow einer Tochter Mitzlaws II. von Gützkow, begründete er das Geschlecht der Herren von Gristow. Dieses starb erst in der Neuzeit aus.
Seine Frau und seine Söhne Dobizlaus de Gristow (erwähnt 1237, 1249) und Johannes de Gristow (erwähnt 1237, 1265, 1283, 1289) bezeugten kurz vor seinem Tod, der von Robert Klempin auf den Anfang des Jahres 1241 datiert wurde, sein Testament. Darin schenkte er dem Kloster Eldena die Insel Koos. Sein Bruder Wizlaw I. bestätigte wenige Tage nach seinem Tod die Schenkung.
Ein Siegel von Barnuta ist nicht erhalten, es ist aber anzunehmen, dass es dem seines Sohnes Johannes, das als einziges derer von Gristow erhalten ist, identisch war. Das Wappen derer von Gristow ist in der Lubinschen Karte in einer der Wappenvignetten der Randleiste aufgeführt, es ist wegen seiner Größe sehr ungenau, jedoch kann man den Hirschkopf analog der Abbildung des Siegels erkennen.